# Paweł Liu Hanzuo
Paweł Liu Hanzuo (chiń. 劉翰佐保祿) (ur. 1778 r. w Lezhi, Syczuan w Chinach – zm. 13 lutego 1818 lub 21 lutego 1819 r. w Chengdu) – święty Kościoła katolickiego, chiński ksiądz, męczennik.

## Życiorys
Paweł Liu Hanzuo urodził się we wsi Lezhi w prowincji Syczuan w katolickiej rodzinie. Jego rodzina była bardzo biedna, więc musiał najmować się do pracy jako pasterz. Przez to w młodości nie miał możliwości chodzić do szkoły. Chociaż był analfabetą w wieku 24 lat ubłagał rektora seminarium w Luorenggou, żeby go przyjął. Jednak łacina okazała się dla niego bardzo trudna. W związku z tym otrzymał specjalne pozwolenie na naukę filozofii i teologii po chińsku. W wieku 35 lat przyjął święcenia kapłańskie, a następnie został przydzielony do pracy misyjnej w powiatach Deyang, Hanzhou i Xindu. W tym czasie w Chinach miały miejsce prześladowania religijne, tak że często musiał udawać kupca lub rolnika, żeby się chronić. W 1818 r. przeniósł się do Dezhou i zatrzymał u pewnej katolickiej rodziny. Dzień przed świętem Wniebowzięcia poprosił świeżo nawróconego cieślę, żeby zrobił baldachim na święto. Niestety nie został on wykonany właściwie. Paweł Liu Hanzuo skomentował jego niedokładność, czym rozzłościł cieślę. W związku z tym opowiedział on o Pawle Liu Hanzuo miejscowym władzom. Przybyli natychmiast i aresztowali księdza, który właśnie odprawiał mszę. Został uwięziony, skazany na śmierć i stracony 13 lutego 1818 r. lub 21 lutego 1819 r.

## Dzień wspomnienia
9 lipca w grupie 120 męczenników chińskich.

## Proces beatyfikacyjny i kanonizacyjny
Został beatyfikowany 27 maja 1900 r. przez Leona XIII. Kanonizowany w grupie 120 męczenników chińskich 1 października 2000 r. przez Jana Pawła II.